# مجموعة جبار للإنترنت
مجموعة جبار للإنترنت شركة قابضة تأسست في الإمارات لتكون شركة تضم الشركات التي لم تدخل في صفقة شركة ياهو بعد شرائها لموقع مكتوب. حالياً لديها سوق.كوم، كاش يو، تحدي، أيكو، وعربي وغيرها. من ضمن المستثمرين الحاليين الذين يملكون الشركة تايجر كابيتال الأمريكية، المؤسسين ومستثمرين آخرين. ويرأسها سميح طوقان، المؤسس الشريك لمكتوب قبل بيعها. وفد حصلت المجموعة على استثمار ب 20 مليون دولار أمريكي بعد التأسيس وتم وضع خطط لتوسعة نشاط المجموعة وشركاتها بقوة.

## شركات المجموعة
- سوق دوت كوم بيعت لشركة أمازون.
- كاش يو
- تحدث
- أيكو
- عربي (شركة) أنترنت بالعربي.
- طقس العرب
- بكام
- كودون
- Designer 24
- Hopscotch
- Instabeat
- مكتوب وبيعت إلى ياهو.
- Newsgroup
- نبراس للتعليم بالفيديو عبر الإنترنت.
- Officerock
- بيفورت Payfort الدفع عبر الإنترنت باستخدام البطاقة الإتمانية .
- موقع سكر Sukar.
- تحدي Tahadi لنشر الألعاب على الإنترنت في الشرق الأوسط.
- فيو VYU وهو تطبيق للترفيه الاجتماعي من خلال متابعة التلفاز والدخول في مناقشات حول ما يعرضه.

## روابط خارجية
- مجموعة جبار للإنترنت